# Jean Ichbiah
Jean David Ichbiah (25 de marzo de 1940 – 26 de enero de 2007) fue el diseñador principal del lenguaje de programación Ada durante 1977–1983. Era miembro de la división de CII Honeywell Bull (CII-HB) de investigación de lenguajes de programación en Louveciennes, Francia.
Anteriormente había diseñado un lenguaje experimental de programación de sistemas llamado LIS (1972–1974), basado en Pascal y en Simula (de hecho, había sido el presidente del Grupo de Usuarios de Simula), y era uno de los socios fundadores de IFIP WG 2.4 sobre Lenguajes de Programación de Sistemas (Systems Implementation Languages).
Después de que Ada fuera seleccionado por el Departamento de Defensa de los Estados Unidos (DoD), Ichbiah abandonó CII-HB y fundó la Corporación Alsys, que siguió el trabajo de definición de lenguaje sobre Ada y más tarde entró en el negocio de los compiladores de Ada.
Finalmente, Ichbiah fundó y dirigió la empresa Textware, que vende el software de entrada de texto para PDAs y ordenadores portátiles, así como el software de entrada de texto para la Transcripción Médica sobre PC.

## Galardones
- Jean Ichbiah fue miembro de la Legión de Honor francesa y de la Academia de Ciencias Francesa.
- Recibió un Certificado de Servicio Distinguido de DoD por su trabajo en el lenguaje de programación Ada.

- Datos: Q92853
- Multimedia: Jean Ichbiah / Q92853